# 田島淳
田島 淳（たじま じゅん、1898年（明治31年）1月19日 - 1975年（昭和50年）1月29日）は、日本の劇作家、脚本家。

## 人物
神奈川県横浜市出身。田島商事社長・田島啓次郎の長男。1922年、早稲田大学英文科を卒業した。早大在学中に松竹キネマに入社した。のち松竹本社文芸部に入社した。昭和期に入ってから劇作から遠ざかり、演出などをした。1926年、『田島淳戯曲集』を刊行した。1968年に復刊された『劇と評論』では編集長を務めた。宗教は日蓮宗。住所は神奈川県横浜市中区根岸町。

## 家族・親族
田島家
- 父・啓次郎（1869年生、蚕糸紡績業）[3]
- 妻・艶子（1895年生、東京、吉田庄三郎の三女）[3]
- 長男[3]
- 二男・榮[3]（1932年生、劇作家）
  - 孫・整[4]（1970年生、仏像研究者）
- 次女・奈須美（1943年生、日本画家）